# Прагматическая санкция (554)
Прагматическая санкция по запросу Вигилия (лат. Pragmatica sanctio pro petitione Vigilii) — конституционный акт, устанавливавший принципы управления византийской Италией и распространявший на неё действие Кодекса Юстиниана.
Санкция была издана императором Юстинианом 13 августа 554 по просьбе римского папы Вигилия, возвращавшегося в том году из Константинополя в освобожденную от власти остготов Италию. Документ был адресован руководителям военного и гражданского управления — стратигу-автократору в Италии Нарсесу и префекту претория Антиоху.
В Италии восстанавливалась позднеримская административная и фискальная система. В отличие от восточных провинций Византии, где в ходе административной реформы Юстиниана гражданская и военная власть были объединены в одних руках, на недавно завоеванных территориях эти функции оставались разделены. Как полагают, это было уступкой, сделанной правительством в пользу местной аристократии, опасавшейся посягательств военных наместников на свои права. Другой целью была попытка помешать узурпации власти военными в еще не до конца замиренных провинциях.
Главой гражданского управления становился префект претория Италии, резиденция которого находилась в Равенне. Управление отдельными провинциями было возложено на гражданских правителей — президов (praesides) или судей (iudices provinciales), которые избирались епископами и приматами (виднейшими гражданами); правитель непременно избирался из числа местных жителей, его избрание подлежало ратификации префектом претория. Выборность провинциальной власти была важной уступкой, сделанной императорским правительством епископату и италийской знати, поскольку в восточных провинциях эти чиновники назначались императором или наместником.
Для контроля над действиями провинциальной администрации к правителю были приставлены два сакриниария префектуры. При этом полномочия правителей были достаточно широкими, в частности, их судебная юрисдикция была расширена за счет ограничения полномочий военных судов, что являлось значительной переменой, по сравнению с остготскими временами. Если до этого в компетенции военных судов были все дела, в которых одной из сторон являлся военнослужащий остготской армии, то после византийского завоевания военные суды рассматривали лишь те случаи, когда военный являлся ответчиком.
Это положение, распространявшее, с некоторыми изменениями, на Италию восточноримскую юридическую практику, также было принято в интересах италийской знати, сильно пострадавшей от произвола остготских военных властей, чинивших руками своих графов скорый суд и расправу.
Важной частью Прагматической санкции было восстановление личных и имущественных прав, нарушенных во время Готской войны. С особой выразительностью были подтверждены все акты, принятые законными королями остготов (Аталарихом, Амаласунтой и Теодахадом), и отменены распоряжения тирана Тотилы. Все движимое и недвижимое имущество возвращалось прежним владельцам или их наследникам, в том числе попавшим в плен и эмигрировавшим в Восточную империю. Из числа последних отдельно назван патриций Либерий.
Колоны, покинувшие свои участки или насильно уведенные другими собственниками, подлежали возврату. Рабы, освобождённые Тотилой, и успевшие вступить в брак со свободными, возвращались в прежнее состояние, а их дети получали права матери.
В Италии восстанавливалось муниципальное устройство; подобно прежним императорам, Юстиниан безуспешно пытался законодательными мерами восстановить пришедшие в полный упадок городские курии. Рим сохранял свои привилегии, в том числе восстанавливались хлебные раздачи для беднейших слоев населения. Это постановление вскоре было отменено.
Арианская церковь была подчинена римскому папе, её владения конфискованы, затем переданы ортодоксальному духовенству.
В 556 прагматическая санкция была дополнена новым законом, адресованным Нарсесу, римскому сенату и Панфронию, вероятно, префекту претория.
После начала в 568 лангобардского завоевания Италии ряд постановлений 554 года постепенно был отменён: военная и гражданская власть объединились в руках экзарха, к нему же перешло право назначения управляющих провинциями.